# Az Aszad-rezsim bukása
Az Aszad-rezsim bukása 2024. december 8-án történt, mikor Bassár el-Aszad kormánya összeomlott, miután az ellenzéki erők mindössze napok alatt bevettek több fontos várost is Szíriában, majd megérkeztek Damaszkuszba. A főváros bukása az el-Aszad család 53 éves diktatúrájának végét jelentette az országban, ami Háfez el-Aszad elnökségével kezdődött meg az 1971-es puccs után. Az Aszad-rendszer nem pontos leírás, mert az nem egy egyszemélyes diktatúra volt, hanem egy befolyásos csoport irányítása, és egy szíriai kormány együttes hatalomgyakorlása.
Miközben a lázadók folyamatosan közeledtek a fővároshoz, elkezdtek megjelenni hírek, hogy Bassár el-Aszad repülővel elhagyta Damaszkuszt, Moszkvába utazott. Az ellenzéki erők ezt követően győzelmet hirdettek a kormány felett, míg Oroszország külügyminisztériuma bejelentette el-Aszad lemondását, és távozását az országból.

## Előzmények
Az eseményeket némileg árnyalja, hogy a nyugat, és elsősorban Amerika pénzügyileg és katonailag is támogatta a konfliktust, annak során terrorszervezetek ragadták magukhoz az egyes területek irányítását. A 2011-ben kezdődő eseményeket az “arab tavasz” elnevezésű megmozdulásokhoz sorolták, azonban nem arabok tervezték (elsősorban külföldről finanszírozták, illetve közvetlenül fegyverekkel is támogatták), és nem csak arabokra hatott ki — így amikor véget ér a terrorszervezetek pénzelése, akkor véget ér az egész, ezután a hadsereg hónapok alatt fel tudja számolni a terrorista felkelést. Szaúd-Arábia és Katar pedig ezeknek a szervezeteknek a pénzelését akkor hagyják abba, amikor az amerikaiak úgy döntenek, hogy abbahagyják. Ezt a programot tulajdonképpen ők futtattatják a szaúdiakkal, a katariakkal, meg a törökökkel együtt.

## Az ellenzéki erők sikerei
2024. december 7-én az ellenzéki erők mindössze 24 óra alatt átvették az irányítást Homsz felett. A hadsereg gyors összeomlásának köszönhetően a biztonsági erők kapkodva visszavonultak, sok dokumentumot elpusztítva az utolsó órákban. A város elfoglalása kulcsfontosságú volt az ország infrastruktúrája feletti irányítás megszerzésében, lényegében elzárva a fő utat a fővárosból a tengerpartra, ahol a kormányt támogató orosz állomások voltak.
Az el-Aszadot támogató Hezbollah elhagyta a közeli el-Kuszír városát, evakuálva több, mint 150 járművet és több száz katonát. Az, hogy a hadsereg létszáma folyamatosan csökkent, Oroszország el volt foglalva Ukrajna elleni inváziójával, és a Hezbollah az Izrael elleni konfliktusára koncentrált, nagy szerepet játszott a kormány bukásában.
Homsz elfoglalását ünnepelték a helyiek, eltávolítottak szimbólumokat, amik a kormányt támogatták.
December 7-én a lázadók bejelentették, hogy elkezdték körbevenni Damaszkuszt, miután több közeli kisvárost is elfoglaltak. Estére a kormány hadereje már elhagyta a főváros külvárosi területeit, megkönnyítve a lázadó erők előrehaladását.
A szíriai hadsereg megpróbált rendet tartani a fővárosban, megpróbálva meggyőzni a lakosságot, hogy az ellenzéki sikerek hamis hírek voltak. December 8. reggelére a lázadók teljesen átvették az irányítást a város felett, győzelmet hirdetve.

## Bassár el-Aszad távozása
December 8. korai óráiban el-Aszad egy repülőgéppel elhagyta a fővárost, miután a biztonsági helyzet egyre tovább romlott Damaszkuszban. Ezzel egy időben érkeztek meg az ellenzéki erők a városhoz. El-Aszad a Damaszkuszi nemzetközi repülőtérről távozott az országból. Moszkvában kapott menedéket az orosz kormánytól.
Aszmá el-Aszad, az elnök felesége, és három gyerekük egy héttel a damaszkuszi offenzíva előtt Oroszországba költöztek. A család más tagjai pedig az Egyesült Arab Emírségekbe menekültek. A harcok előtti napokban egyiptomi, illetve jordániai tisztviselők is sürgették az elnököt és családját, hogy hagyják el Szíriát, bár ezt nagykövetségeik tagadták.

## Izraeli invázió
Még el-Aszad bukása napján az izraeli hadsereg betört Szíria el-Kunítra kormányzóságába. Páncélozott járművekkel érkeztek az Izrael által megszállt Golán-fennsík és az ország további része közti ütközőzónába. A kormányzóság központi területeire lőttek, 50 év után először lépték át a szíriai határkerítést. 1974. május 31-én fegyverszünetet kötött Izrael és Szíria a jom kippuri háború után.
Izrael miniszterelnöke Benjámín Netanjáhú azt nyilatkozta, hogy mivel a szíriai hadsereg elhagyta a határt, az 1974-es egyezmény megszűnt, és a veszély megelőzése érdekében vonult be Izrael átmenetileg a "vörös vonal" mögé, ahonnan 1974-ben kivonultak, amíg új egyezmény nem születik az új szíriai kormánnyal.